# Dendrobium integrilabium
Dendrobium integrilabium är en orkidéart som beskrevs av Johannes Jacobus Smith. Dendrobium integrilabium ingår i släktet Dendrobium, och familjen orkidéer. Inga underarter finns listade i Catalogue of Life.